# 高雄市仁武區灣內國民小學
高雄市仁武區灣內國民小學是一間位於高雄市仁武區灣內里的一間國民小學。

## 學校沿革
民國42年4月20日成立仁武國民學校灣內分校。
民國111年1月21日遷校至八德東路568號新校區。